# Финес Флинн
Фи́нес Флинн (англ. Phineas Flynn) — главный персонаж мультсериала студии Disney Television Animation «Финес и Ферб». Именно Финес придумывает, чем они с его сводным братом Фербом будут заниматься. Прекрасный строитель и техник, знает толк в развлечениях.

## Вымышленная биография
О жизни Финеса до времени действия сериала рассказывается в воспоминаниях Кендэс в серии первого сезона «Свершилось!». Согласно им, он познакомился с Фербом ещё маленьким, когда его мать, Линда, вышла замуж за его отчима, Лоуренса Флетчера, и что с самого детства они с братом любили что-то мастерить, порой затрагивая игрушки старшей сестры.
На протяжении всего сериала отмечается, что он очень дружен со своим сводным братом, Фербом, лучшим его помощником в технической реализации его идей, и считает, что сводный брат не хуже, чем родной. Сведения о его дальнейшей жизни содержатся в двух сериях, «Квантовый трип-хоп Финеса и Ферба», и в серии «Уже не маленький», события в которых происходят через 20 лет и через 10 лет после основных событий сериала соответственно. Из них известно, что Финес и Изабелла объяснятся в любви после окончания школы, когда они будут поступать в колледж, и поженятся, поскольку для будущих детей Кендэс Изабелла будет тётей, а также что Финес, вероятно, в возрасте около 30 лет будет достаточно знаменит, чтобы быть приглашённым на некую церемонию награждения в Швейцарии.

## Создание персонажа
Имя Финеса было выбрано с намёком на Филеаса Фогга, героя романа Жюля Верна «Вокруг света за восемьдесят дней», который при экранизациях романа традиционно изображается очень изобретательным человеком. Обедая в ресторане, Повенмайр сделал набросок «треугольного ребёнка» на упаковочной бумаге, он «выглядел как пучок нахальства» (англ. bundle of chutzpah). Это был Финес. Вернувшись из ресторана, он сделал набросок Ферба, Фуфелшмерца и Перри и наутро показал это Маршу. «Рисунок висит в рамке в моём кабинете, со всеми кофейными пятнами», — рассказывал Повенмайр в интервью Animation World Network в 2008 году.

### Комментарии
1. ↑  В интервью изданию «GeekDad» Дэн Повенмайр сказал, что, придумывая приключения, которые выбирают себе Финес и Ферб, ориентировался на интересы 9-летнего мальчика[1].